# Sven Martin Skagestad
Sven Martin Skagestad (ur. 13 stycznia 1995) – norweski lekkoatleta specjalizujący się w rzucie dyskiem.
Bez awansu do finału startował w 2013 na mistrzostwach Europy juniorów w Rieti. Brązowy medalista juniorskich mistrzostw świata z Eugene (2014). Rok później zajął 11. miejsce na młodzieżowych mistrzostwach Starego Kontynentu.
W 2016 uczestniczył na mistrzostwach Europy w Amsterdamie w konkurencji rzutu dyskiem, lecz odpadł w eliminacjach. W tym samym roku startował na igrzyskach olimpijskich w Rio de Janeiro, podczas których zajął 13. miejsce w eliminacjach i nie awansował do finału. Złoty medalista młodzieżowych mistrzostw Europy (2017).
Złoty medalista mistrzostw Norwegii (także w pchnięciu kulą) oraz reprezentant kraju na drużynowych mistrzostwach Europy i w meczach międzypaństwowych.
Rekord życiowy: 65,20 (15 maja 2016, Wiesbaden) rekord Norwegii młodzieżowców.

## Osiągnięcia
| Rok  | Impreza                                 | Miejsce        | Pozycja           | Wynik |
| ---- | --------------------------------------- | -------------- | ----------------- | ----- |
| 2013 | Mistrzostwa Europy juniorów             | Rieti          | el. – 28. miejsce | 46,53 |
| 2014 | Mistrzostwa świata juniorów             | Eugene         | 3. miejsce        | 63,21 |
| 2015 | Superliga drużynowych mistrzostw Europy | Czeboksary     | 7. miejsce        | 56,83 |
| 2015 | Młodzieżowe mistrzostwa Europy          | Tallinn        | 11. miejsce       | 52,68 |
| 2016 | Mistrzostwa Europy                      | Amsterdam      | el. – 16. miejsce | 62,04 |
| 2016 | Igrzyska olimpijskie                    | Rio de Janeiro | el. – 13. miejsce | 62,45 |
| 2017 | I liga drużynowych mistrzostw Europy    | Vaasa          | 8. miejsce        | 17,99 |
| 2017 | I liga drużynowych mistrzostw Europy    | Vaasa          | 3. miejsce        | 61,35 |
| 2017 | Młodzieżowe mistrzostwa Europy          | Bydgoszcz      | 1. miejsce        | 61,00 |
| 2017 | Mistrzostwa świata                      | Londyn         | el. – 26. miejsce | 58,86 |
| 2022 | Mistrzostwa Europy                      | Monachium      | el. –             | NM    |